# Junot Díaz
Junot Díaz (Santo Domingo, 1968) és un novel·lista dominicà, resident als Estats Units. A les seves novel·les en anglès combina les seves arrels dominicanes —i les seves influències, de la cultura del Sèrie B i el còmic— amb la seva destinació actual.
Deu anys després del seu primer llibre de relats Drown, va saltar a la fama amb la novel·la The Brief Wondrous Life of Oscar Wao (publicada el 2007 i traduïda al castellà per l'editorial Mondadori), que li va permetre guanyar el  Premi Pulitzer 2008. Posteriorment va publicar el seu segon volum de contes, I és així com la perds (Edicions 62, 2013).
Durant el 2018 fou acusat d'assetjament sexual per diverses escriptores.